# Michel Bessis
 (septembre 2017).
Michel Bessis, né le 30 septembre 1952, est un champion de bridge français, World Life Master de la World Bridge Federation.

## Biographie[1]
Il commence à jouer à 16 ans en Tunisie. Lors de son séjour en classe préparatoire au lycée Saint-Louis à Paris, il joue très intensivement. Il se marie à Véronique, qui deviendra elle-même une championne, de même que leurs deux fils : Olivier et Thomas.
Il commence sérieusement à enseigner le bridge aux Arcs en 1984 dans le cadre des stages Top Bridge.

## Jeu de bridge
Il joue souvent avec son fils Thomas Bessis. Professionnellement, il est professeur de bridge. Il dirige l'Académie du bridge. Il est l'auteur de nombreux livres de bridge. Il écrit des articles de bridge dans des magazines français.

## Palmarès
- Grand Maître mondial
- Olympiades mondiales par équipes en 2000 (Maastricht), mixte, classé 2
- Champion du Redbull World Bridge Series, catégorie Senior, 2014 (Sanya), dans l'équipe Milner
- Champion des World Team Championships, catégorie Transnational, 2007 (Shanghai), dans l'équipe Zimmermann
- Champion d'Europe par équipes en 2007 (Antalya)
- Champion d'Europe par équipes mixtes en 1996 (Monte Carlo) et en 1998 (Aix-la-Chapelle)
- Capitaine non joueur de l'équipe dames qui remporte le championnat d'Europe par équipes en 1983 (Wiesbaden)
- Plusieurs fois champion de France

et nombreux autres trophées.

## Œuvre
- Site web Bridge Academy[2]
- Les Enchères au bridge : tome 1, le Système d'Enseignement Français expliqué et commenté (avec Jean-Christophe Quantin et Philippe Cronier), 2016
- Basiswissen / Die Reizung im Bridge: Forum D: Basiswissen (avec Marc Kerlero), 2008
- Schlüssel zum besseren Bridge / Aktive Reizung mit Erfolg: Schlüssel zum besseren Bridge (avec Norbert Lebély et Michel Perron), 2002
- La Signalisation "Flanc Gagnant" : tome 1, 2002 et tome 2, 2007
- 2 faible et dépendances, 2000
- Bien enchérir en compétitives (avec Norbert Lebély), 1998
- Le S.M.I.C. de l'an 2000 : Le système minimum indispensable à la compétition, 1993
- Bien enchérir en attaque : Comment se défendre contre les interventions (avec Norbert Lebély), 1991
- Le Système d'enchères français : Les principes de la majeure cinquième, 1990